# (9870) Maehata
(9870) Maehata est un astéroïde de la ceinture principale.

## Description
(9870) Maehata est un astéroïde de la ceinture principale. Il fut découvert le 24 février 1992 à Geisei par Tsutomu Seki. Il présente une orbite caractérisée par un demi-grand axe de 2,34 UA, une excentricité de 0,17 et une inclinaison de 3,7° par rapport à l'écliptique.

## Compléments